# Fergger

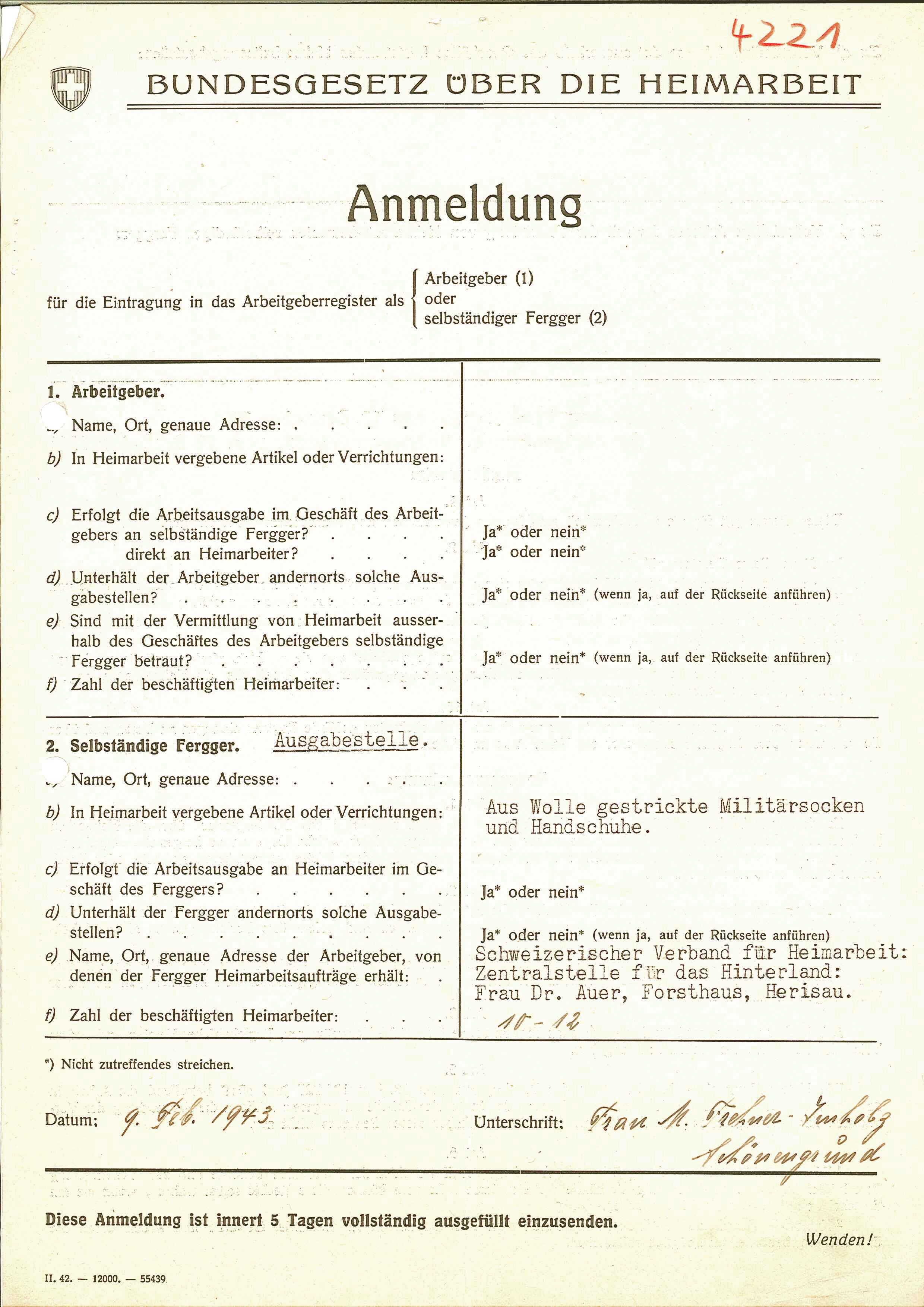
Behördliche Anmeldung einer Ferggerin: Militärsocken in Heimarbeit (Schweiz, 1943)

Fergger war früher der Mittelsmann (Zwischenmeister) zwischen Textilhandwerk (Weberei, Stickerei, Strohflechterei, Kämmler) und dem Handel.

## Funktion
Der Fergger arbeitete meist im Auftrag von Textilhändlern als Bindeglied zwischen Handel und Handwerk. Er sorgte für den Transport der Rohstoffe zu den Handwerkern oder Heimarbeitern, kontrollierte deren Arbeit, bezahlte ihre Löhne und sammelte die Zwischen- oder Fertigprodukte für den Handel wieder ein.

## Geschichte
Der Begriff taucht im 17. Jahrhundert auf. Zu dieser Zeit entwickelt sich der Handel mit den Rohstoffen (Wolle, Baumwolle, Garn später auch Seide) und deren handwerkliche Verarbeitung in Heimarbeit. Im 18. Jahrhundert begann die maschinelle Verarbeitung der Stoffe. Es entwickelte sich die textilverarbeitende Industrie.
Die Fergger arbeiteten zu Beginn meist unselbständig im Auftrag der Verleger (Handel). Später entstanden selbständige Unternehmen, die Ferggereien. Die ursprünglich mit Rossfuhrwerken, später mit Lastwagen umherziehenden Fergger verschwanden im 19. Jahrhundert allmählich wieder.
Der Begriff wurde in der Schweiz als Bezeichnung für «Spediteur» verwendet.